# Mulla Hadi Sabzawari

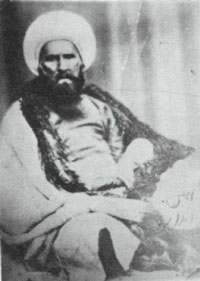
Mulla Hadi Sabzawari

Haddsch Molla Hadi Sabzawari (persisch ملا هادی سبزواری; geb. 1797/1798 in Sabsevar (Sabzawar); gest. um 1873) war ein iranischer Philosoph, zwölferschiitischer Theologe, Dichter und Mystiker. Er ist auch unter dem Namen Aflatun Asar (Moderner Plato) und Chadim al-Hukm (Siegel der Philosophen) bekannt.

## Leben und Wirken
Molla Hadi Sabzawari wurde in Sabzawar geboren. Er gilt als der berühmteste Philosoph der Kadscharen-Zeit des 19. Jahrhunderts. Er studierte mehrere Jahre in Isfahan unter Molla 'Ali Nuri (gest. 1830 oder 1831) und war einer der Wiederbeleber der Philosophie der Schule von Isfahan, wobei er größtenteils der Tradition Mulla Sadras (gest. ca. 1640) folgte und Werke von ihm kommentierte. 1867 suchte ihn der Kadscharen-Schah, Naser el-Din Schah, auf und bot ihm an, an seinem Hof zu arbeiten. Mulla Hadi ist Verfasser zahlreicher Werke. Als seine berühmtesten gelten das Sharh al-Manzuma, ein Kommentar zu seiner eigenen didaktischen Dichtung (manẓūma) Ghurar al-Fara'id, und sein Asrar al-hikam („Geheimnisse der Weisheit“). Er verfasste auch einen Kommentar zum Masnawī des Sufi-Dichters Dschalal ad-Din Rumi.

## Werke (Auswahl)
- Sharh al-Manzuma
- Ghurar al-Fara'id
- Asrar al-hikam („Geheimnisse der Weisheit“)
- Kommentare zu Werken Mulla Sadras
- Kommentar zum Masnawī des Sufi-Dichters Dschalal ad-Din Rumi